# Sandgerðisbær

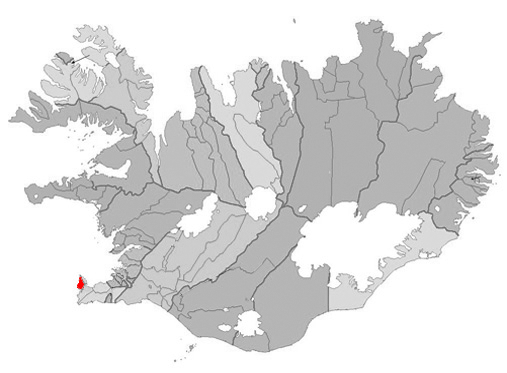

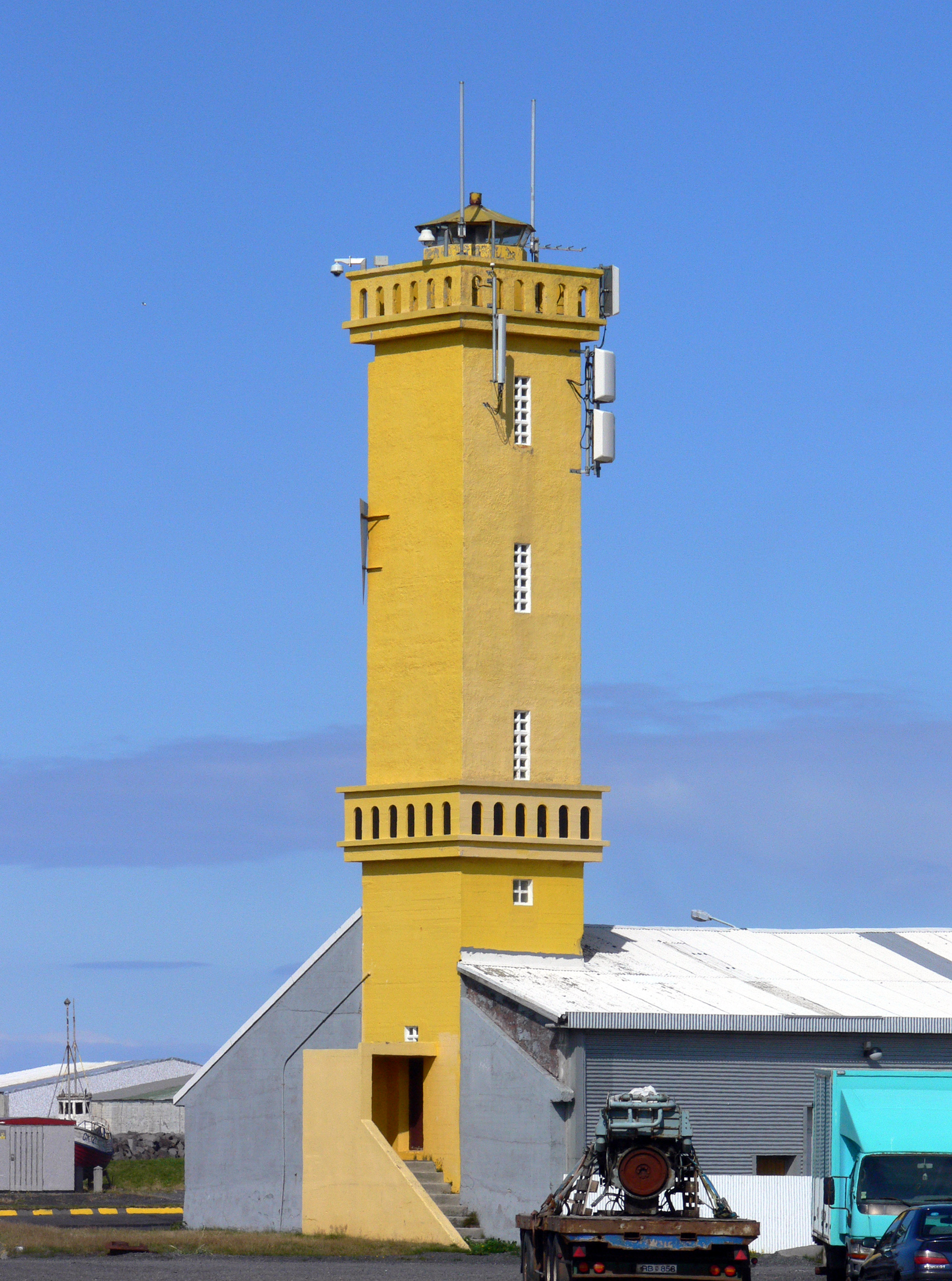
Fyr í Sandgerði

Sandgerðisbær var en kommun i regionen Suðurnes på Island. År 2017 slogs den samman med kommunen Garður. Folkmängden var 1 708 personer 2017. Huvudort var fiskebyn Sandgerði. Den sammanslagna kommunen heter Suðurnesjabær.